# Arrhenatherum longifolium
Arrhenatherum longifolium là một loài thực vật có hoa trong họ Hòa thảo. Loài này được (Thore) Dulac mô tả khoa học đầu tiên năm 1867.